# Liste der Werkzeugmaschinen
Die hier angelegte Liste der Werkzeugmaschinen führt möglichst sämtliche Arten und Formen von Werkzeugmaschinen auf, die im Alltag in Handwerk und Industrie verwendet werden. Nicht aufzunehmen sind die reinen Handwerkzeuge, hierfür ist Liste der Werkzeuge vorgesehen.
Andere Maschinen, wie z. B. die Melkmaschine sind nicht Gegenstand dieser Liste.
Die Einträge werden alphabetisch aufsteigend angelegt. Einzelne Einträge erhalten ggf. weitere Ergänzungen. Einträge mit mehreren Bezeichnungen verweisen ggf. auf die üblichste Bezeichnung.

## A
- Abplattmaschine
- Abrichthobelmaschine
- Abkantpresse (freies Prägen / formprägen)

## B
- Bandsäge
- Bearbeitungszentrum
- Biegemaschine (Rundmaschine)
- Bohrmaschine
- Bohrwerk
- Bördelmaschine

## C
- CNC-Drehmaschine
- CNC-Maschine

## D
- Dickenhobelmaschine
- Drahterodiermaschine
- Drehmaschine (alt Drehbank)

## E
- Erodiermaschine (allgemein)
- Entgratmaschine
- Enthülser (Enthülsemaschine, Entgranner)

## F
- Fertigungszentrum
- Fließdrückmaschine
- Fräsmaschine
- Fügemaschine
- Funkenerodiermaschine

## G
- Gesenkbiegepresse

## H
- Hobelmaschine
- Honmaschine

## L
- Langdrehautomat (Langdrehmaschine)
- Läppmaschine
- Laserschneidmaschine siehe Laserschneiden
- Lehrenbohrwerk (Spezielles Horizontal- oder Vertikal-Bohrwerk für besonders genaue Bohrungen und Fräsungen – siehe auch Bohrung)
- Leit- und Zugspindeldrehmaschine
- Lochmaschine

## N
- Nibbelmaschine
- Nietmaschine (Nietpresse)
- Nutfräse

## O
- Oberfräse

## P
- Perforiermaschine
- Plandrehmaschine, siehe Drehmaschine
- Poliermaschine
- Portalfräsmaschine

## R
- Rillmaschine (Falz-Vorbereitung)
- Rohrbiegemaschine
- Rundschleifmaschine
- Rundtaktmaschine

## S
- Sägemaschine
- Schindelmaschine (zur Herstellung von Dachschindeln)
- Schermaschine
- Schleifmaschine
- Senkerodiermaschine
- Sickenmaschine
- Stanzmaschine
- Steinschleifmaschine
- Stemmmaschine
- Stoßmaschine

## T
- Tafelschere
- Transferzentrum

## U
- Unterflurzugsäge
- Unterfräse

## V
- Vierseitenhobelmaschine

## W
- Wasserstrahlschneidemaschine
- Wulstmaschine

## Z
- Zahnradbearbeitungsmaschine siehe Zahnrad#Herstellung
- Zylinderbohrmaschine (Bohrbank)